# Aída Morales
Aída Morales Álvarez  (Líbano, Tolima, 27 de marzo de 1968) es una actriz colombiana de teatro, cine y televisión.

## Biografía
Nació el 27 de marzo de 1968 en Líbano, Tolima, y fue a vivir a Bogotá, donde decidió formarse como actriz estudiando con reconocidos directores y actores. Lleva más de 20 años casada con el director Raúl Wiesner Estudió primaria en la Escuela Gabriela Mistral y el bachillerato lo hizo en el Colegio Nuestra Señora del Carmen. Desde pequeña tuvo inclinación por la actuación y en cierta ocasión dos de sus hermanos, le insistieron para que presentara una obra infantil, desde ese momento Aída sintió que el escenario era su casa.
Luego viajó a Bogotá, se matriculó en la Academia Charlot, y luego en Estudi XXI  y durante 13 años de estudio una intensa labor escénica adquirió los conocimientos teóricos, prácticos y profesionales que se requieren para la carrera de actuación en tablado. Y tal como lo dice la actriz Libanense "llegó a la televisión con la dificultad que tiene cualquier persona en esta profesión, donde la imagen es casi el papel más importante, aunque también el talento tiene su parte".
En su actividad profesional los dos profesores que más han influenciado en su formación han sido Paco Barrera y Raúl Wiesnar.
La actriz Aída Morales Álvarez, ha actuado en telenovelas emitidas en los canales nacionales de televisión Canal RCN y Caracol Televisión. En la telenovela de RCN "Corazón Abierto" que tuvo un alto rating de sintonía, esta actriz se destacó en el papel central en el que le correspondió actuar como la doctora Miranda Carvajal, jefe de médicos del Hospital Santa María, institución en donde se grabó la telenovela, mostrando su capacidad, espontaneidad y profesionalismo en el rodaje de la misma. Papel protagónico que la lanzó al estrellato de la fama. También en "Corazones blindados", "Cómplices y amor a la plancha", "Los Reyes" y "Marido a sueldo".
Por otro lado, en estos momentos se encuentra realizando un proyecto de televisión para Canal RCN, llamado "el día de mi suerte". Igualmente en una obra de teatro musical "el show de las divorciadas". En Panamá protagonizó la película "chance" y luego en el país de Perú realizó un especial para Discovery Chanel llamado "Historias del más allá".
La familia Morales Álvarez ha contado una particularidad especial hacia el arte música, y la cultura. Tal es el caso de hermano Hernando, que es un pintor reconocido a nivel nacional e internacional por sus exposiciones. Lo mismo porque ostenta su excelente condición de cantante profesional.
La actriz Libanense Aída Morales Álvarez, se ha hecho a base de estudio, esfuerzo, sacrificio y disciplina y tal como ella lo dice "en esta profesión hay momentos muy difíciles. Se sufre derrotas pero hay que descubrir las armas para poder combatir y lograr salir adelante. Yo no creo en el éxito y en la fama, creo en el talento y el reconocimiento al trabajo bien hecho, a la disciplina y a la entrega."
En cada escena, secuencia o rodaje de la telenovela toma el libreto, lo estudia y en su actuación se entrega tanto al papel que representa que lo hace tan natural que sus compañeros de rodaje admiran ese profesionalismo que emplea, de ahí que sea tan apreciada por quienes trabajan con ella y, tan admirada por los televidentes.
También es considerada como una excelente hija y hermana y siempre está pendiente a velar por todas las necesidades y requerimientos que su familia solicite.
Por intermedio del periódico LOS CRONISTAS, hace un extensivo saludo a todos sus paisanos a quienes recuerda con afecto y cariño en todo momento y a su Líbano del alma que lleva con orgullo en su corazón. También las puedes encontrar en Instagram como @aidamoralesactriz, Twitter @aidamoralesofi1

## Filmografía

### Televisión
| Año       | Título                           | Personaje                                      | Canal              |
| --------- | -------------------------------- | ---------------------------------------------- | ------------------ |
| 2024-2025 | Darío Gómez, el rey del despecho | Berenice Araque de Arcila                      | Prime Video        |
| 2024      | Rojo carmesí                     | Nancy Quesada de Reina                         | Canal RCN          |
| 2022-2023 | Dejémonos de Vargas              | Rosa                                           | Canal RCN          |
| 2022      | Machos alfa                      | Margarita                                      | Netflix            |
| 2022      | Amor perfecto                    | Herminda                                       |                    |
| 2022      | Primate                          | Luz Stella                                     | Prime Video        |
| 2022      | Encuentros Cercanos              | Waldina Piracoca                               | Canal Tro          |
| 2020      | Perdida                          | Paloma Abril Buendia                           | Antena 3           |
| 2019      | El man es Germán                 | Mirta Paredes                                  | Canal RCN          |
| 2018      | Buscando a Camila                |                                                |                    |
| 2018      | Paraíso Travel                   | Fabiola                                        | Canal RCN          |
| 2017      | Venganza                         | Dra. Angela Romero                             | Canal RCN          |
| 2014      | El estilista                     | María Eudoxia Olmos                            | Canal RCN          |
| 2013-2014 | El día de la suerte              | Martha Paternina                               | Canal RCN          |
| 2012-2013 | Corazones blindados              | G. Mariela                                     | Canal RCN          |
| 2010-2011 | A corazón abierto                | Dra. Miranda Carvajal                          | Canal RCN          |
| 2009      | Tu voz estéreo                   |                                                | Caracol Televisión |
| 2008-2009 | El último matrimonio feliz       | Hermana de Alcides                             | Canal RCN          |
| 2008      | Cómplices                        | Alicia                                         | Caracol Televisión |
| 2008      | Aquí no hay quien viva           | Notaria (Ep Érase un ratón de laboratorio PT2) | Canal RCN          |
| 2007-2008 | Marido a sueldo                  | Mercedes 'Mechas' Anaya                        | Canal RCN          |
| 2006-2008 | La hija del mariachi             | Ángeles de Santacruz                           | Canal RCN          |
| 2006      | Decisiones                       |                                                | Telemundo          |
| 2005-2006 | Los Reyes                        | Carmen                                         | Canal RCN          |
| 2004-2005 | La viuda de la mafia             |                                                | Canal RCN          |
| 2003-2004 | Amor a la plancha                | María                                          | Canal RCN          |
| 2002-2003 | Milagros de amor                 | Lula                                           | Canal RCN          |
| 2001-2002 | Isabel me la veló                |                                                | Canal RCN          |
| 2000      | Padres e hijos                   |                                                | Caracol Televisión |
| 1980-1991 | Cuentos del Domingo              |                                                | R.T.I              |

## Reality
| Año  | Título               | Rol          | Canal     |
| ---- | -------------------- | ------------ | --------- |
| 2022 | MasterChef Celebrity | Participante | Canal RCN |

## Cine
| Año  | Título                                         | Personaje        | Notas        |
| ---- | ---------------------------------------------- | ---------------- | ------------ |
| 2024 | Yolanda camina sola                            | Yolanda          | Cortometraje |
| 2024 | Camino contigo                                 | Mamá             | Cortometraje |
| 2024 | El bolero de Rubén                             | Doña Cruz        |              |
| 2023 | Los Iniciados                                  | Notaria          |              |
| 2023 | El Paseo 7                                     | Fanny de Cabello |              |
| 2021 | Lokillo en: Mi otra yo                         | Maritza          |              |
| 2021 | Memoria                                        | Vendedora        |              |
| 2020 | El baño                                        | Ella misma       |              |
| 2020 | El olvido que seremos                          | Gilma            |              |
| 2019 | Al son que me toquen bailo                     | Gladys           |              |
| 2019 | Causa justa                                    | Doña Rosa        |              |
| 2018 | Santo cachon                                   | Doña Nidia       |              |
| 2018 | ¡Pa' las que sea papá!                         | Rosario          |              |
| 2017 | El show de cejas pobladas                      | Mamá             |              |
| 2017 | Armero                                         | Carmen           |              |
| 2017 | ¿Usted no sabe quién soy yo? 2                 | Mamá             |              |
| 2016 | El paseo 4                                     | Mireya           |              |
| 2016 | ¿Usted no sabe quién soy yo?                   | Helena           |              |
| 2015 | Uno al año no hace daño 2                      | María del Pilar  |              |
| 2015 | Se nos armó la gorda al doble Misión Las Vegas | Esmeralda        |              |
| 2014 | Nos vamos pal mundial                          | Lucero           |              |
| 2014 | Uno al año no hace daño                        | María del Pilar  |              |
| 2012 | Mi gente linda, mi gente bella                 | Doña Leonor      |              |
| 2011 | El escritor de telenovelas                     | Dolores          |              |
| 2010 | Chance: los trapos sucios se lavan en casa     | Paquita          |              |
| 2009 | In fraganti                                    |                  |              |
| 2002 | Bolívar soy yo!                                |                  |              |
| 1993 | Tropical Show                                  |                  |              |
| 1987 | El niño y el Papa                              |                  |              |
|      | Un amor en la penumbra                         |                  |              |
|      | La luz en la roca                              |                  |              |

## Teatro
- Exit
- A 2.50 la Cuba libre (2010-2011)
- Hacia la derecha por favor
- Un musical de Navidad
- Hermano y esclava
- La bandilla de San Sebastián

## Premios y nominaciones

### Premios India Catalina
| Año  | Categoría                                     | Telenovela o Serie | Resultado |
| ---- | --------------------------------------------- | ------------------ | --------- |
| 2011 | Mejor actriz protagónica de serie o miniserie | A corazón abierto  | Nominada  |

### Premios TV y novelas
| Año  | Categoría                                  | Telenovela o Serie | Resultado |
| ---- | ------------------------------------------ | ------------------ | --------- |
| 2018 | Mejor actriz villana de telenovela o serie | Paraíso Travel     | Nominada  |

### Otros premios
- Nogal de Oro a Actriz Destacada.